# حرب عدوانية

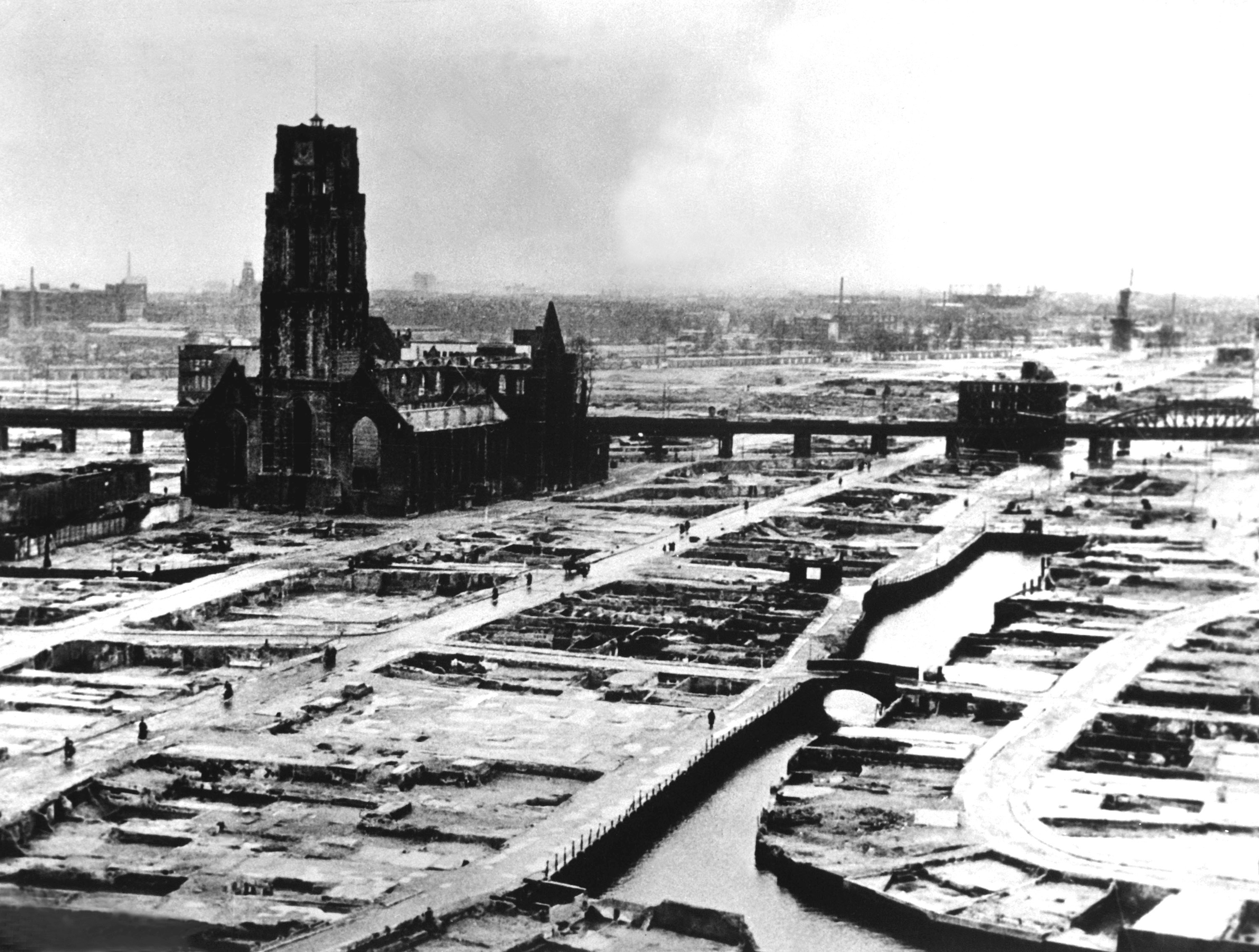

حرب عدوانية، شار إليه أحيانا بحرب احتلال أو إخضاع وأحيانًا غزو، هو صراع عسكري يشن بدون مبرر يقتصي الدفاع عن النفس، وعادة لتحقيق مكاسب إقليمية وإخضاع الطرف الآخر بهدف إظهار القوة والردع.
يمكن اعتبار الحروب دون الشرعية الدولية (أي ليس دفاعًا عن النفس ولا يقرها مجلس الأمن التابع للأمم المتحدة) حروب عدوانية؛ ومع ذلك، فإن هذا بمفرده لا يشكل تعريفًا للحرب العدوانية؛ قد تكون بعض الحروب غير قانونية ولكنها ليست عدوانية (حرب لتسوية النزاع الحدودي حيث يكون لدى البادئ مطالبة معقولة، وأهداف محدودة).
في حكم المحكمة العسكرية الدولية في نورمبرغ، الذي أعقب الحرب العالمية الثانية، «الحرب هي في الأساس شيء شرير. عواقبه لا تقتصر على الدول المتحاربة وحدها، بل تؤثر على العالم بأسره. لذلك فإن شن حرب عدوانية ليس جريمة دولية فحسب؛ إنها الجريمة الدولية العليا التي تختلف فقط عن غيرها من جرائم الحرب من حيث أنها تحتوي في حد ذاتها على الشر المتراكم على الجميع.»  تنص المادة 39 من ميثاق الأمم المتحدة على أن مجلس الأمن الدولي يحدد وجود أي عمل عدواني و«يقدم توصيات، أو يقرر التدابير المتخذة وفقًا للمادتين 41 و42، للحفاظ على أو استعادة السلام الدولي والأمان».
يشير نظام روما الأساسي للمحكمة الجنائية الدولية إلى جريمة العدوان باعتبارها واحدة من «أخطر الجرائم التي تهم المجتمع الدولي»، وتنص على أن الجريمة تدخل في اختصاص المحكمة الجنائية الدولية (ICC). ومع ذلك، ينص نظام روما الأساسي على أنه لا يجوز للمحكمة الجنائية الدولية ممارسة سلطتها القضائية على جريمة العدوان إلى أن تتفق الدول الأطراف على تعريف للجريمة وتحدد الشروط التي يمكن بموجبها مقاضاتها. في مؤتمر كمبالا في 11 يونيو 2010، وافق ما مجموعه 111 دولة من الدول الأطراف في المحكمة بتوافق الآراء على اعتماد قرار يقبل تعريف الجريمة وشروط ممارسة الولاية القضائية على هذه الجريمة. التعديلات ذات الصلة على النظام الأساسي، ومع ذلك لم تدخل حيز التنفيذ حتى 14 مايو 2012.
من المحتمل أن تكون أول تجربة لشن حرب عدوانية هي محاكمة ملك صقلية كونرادين في عام 1268.

## تعريفات
يذكر المؤلف بيتر ماغواير بأن أصل هذا المفهوم نشأ من مناقشة المادة 231 من معاهدة فرساي لعام 1919: «تقبل ألمانيا مسؤوليتها ومسؤولية حلفائها بخصوص جميع الخسائر والأضرار التي تعرضت لها الحكومات الحليفة والمنتسبة ومواطنوها نتيجة للحرب المفروضة عليهم بسبب عدوان ألمانيا وحلفائها» يقول ماغواير:
قاوم الرئيس ويلسون في بادئ الأمر الجهود الرامية إلى وصم ألمانيا بذنب الحرب، ولكن القادة الفرنسيين والبريطانيين أجبروه على التنازل. أدرج وصف ألمانيا بأنها «معتدية» هذا المفهوم في القانون الدولي الوضعي.

### اتفاقية تعريف العدوان
وُقعت في لندن، يوم 3 و4 يوليو 1933، اتفاقيتين لتعريف العدوان. وقعت تشيكوسلوفاكيا، ورومانيا، والاتحاد السوفيتي، وتركيا، ويوغوسلافيا، على المعاهدة الأولى، ودخلت حيز النفاذ يوم 17 فبراير 1934، عندما صدقت عليها جميع الدول باستثناء تركيا. أما المعاهدة الثانية فقد وقعت عليها كل من أفغانستان (وصدقت عليها في 20 أكتوبر 1933)، وإستونيا (4 ديسمبر 1933)، ولاتفيا (4 ديسمبر)، وإيران (16 نوفمبر)، وبولندا (16 أكتوبر 1933)، ورومانيا (16 أكتوبر)، والاتحاد السوفيتي (16 أكتوبر)، وتركيا، التي صدقت على المعاهدتين في 23 مارس 1934. انضمت فنلندا إلى الاتفاقية الثانية في 31 يناير 1934. كانت الاتفاقية الثانية أول اتفاقية تُسجل لدى عصبة الأمم في 29 مارس 1934، في حين سُجلت الاتفاقية الأولى في 26 أبريل. نظرًا لرفض ليتوانيا التوقيع على أي معاهدة، وكذلك بولندا، فقد وقعت على تعريف العدوان في اتفاق منفصل مع الاتحاد السوفيتي في 5 يوليو 1933، في لندن أيضًا، وجرى التصديق في 14 ديسمبر. سُجل الاتفاق في مجموعة المعاهدات في 16 أبريل 1934.
كان الموقعون على المعاهدتين من ضمن الموقعين على ميثاق كيلوغ بريان كذلك، والذي يحظر العدوان، وقد سعوا إلى التوصل إلى تعريف متفق عليه لهذا الأخير. كانت تشيكوسلوفاكيا ورومانيا ويوغوسلافيا أعضاء في الوفاق الصغير، وقد أثارت توقيعاتها قلق بلغاريا، لأن تعريف العدوان يشمل بوضوح دعمها للمنظمة الثورية المقدونية الداخلية. تستند المعاهدتان في تعريفهما إلى «تقرير بوليتيس» الذي قدمته لجنة المسائل الأمنية في 24 مارس 1933 إلى مؤتمر الحد من التسليح ومكافحته، وذلك ردًا على اقتراح الوفد السوفيتي. كان السياسي اليوناني نيكولاوس بوليتيس وراء إدراج «دعم العصابات المسلحة» كشكل من أشكال العدوان. أودعت التصديقات على المعاهدتين، في موسكو، لأن الاتفاقية كانت في المقام الأول من عمل الموقّع السوفيتي ماكسيم ليتفينوف. عرّفت الاتفاقية العمل العدواني على النحو التالي:
- إعلان الحرب على دولة أخرى.
- غزو القوات المسلحة لدولة ما، بإعلان الحرب أو بدونه، إقليم دولة أخرى.
- هجوم القوات البرية أو البحرية أو الجوية، بإعلان حرب أو بدونه، على أراضي دولة أخرى أو على سفنها أو طائراتها.
- فرض حصار بحري على سواحل أو موانئ دولة أخرى.
- تقديم الدعم لعصابات مسلحة تشكلت في إقليمها وغزت إقليم دولة أخرى، أو رفض القيام باتخاذ كافة التدابير لحرمان تلك العصابات من كل مساعدة أو حماية، على الرغم من مطالبة الدولة التي غزتها العصابات باتخاذ تلك التدابير.

لم تستخدم العصبة، بموجب تلك الاتفاقية، صلاحيات العصبة في طرد عضو العصبة الذي ثبتت إدانته بالعدوان، إلا مرة واحدة، ضد الحكومة السوفيتية نفسها، في 14 ديسمبر 1939، عقب الغزو السوفيتي لفنلندا.

## روابط خارجية
- دينشتاين، يورام. العدوان ، موسوعة ماكس بلانك للقانون الدولي العام
- تعديلات على نظام روما الأساسي للمحكمة الجنائية الدولية بشأن جريمة العدوان
- ستيفانو بيتيروبولي، تعريف الشر. حرب العدوان والقانون الدولي
- من نورمبرغ إلى كمبالا - تأملات في جريمة العدوان، خطاب القاضي الدكتور جور. HC[وصلة مكسورة] هانز بيتر كول من المحكمة الجنائية الدولية في حوار القانون الدولي الإنساني الرابع، 2010[وصلة مكسورة]
- المراجعة التاريخية للتطورات المتعلقة بالعدوان، 2003 (منشور الأمم المتحدة)